# Michael Bistekos

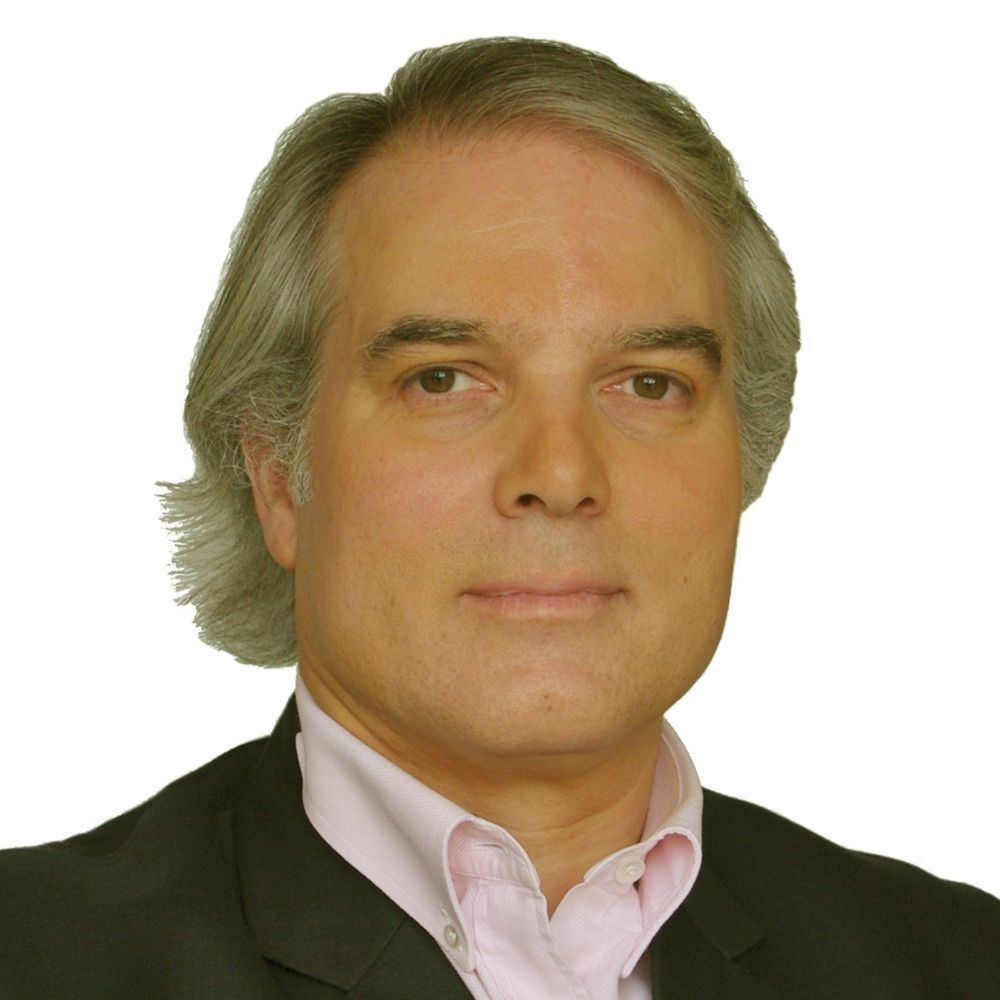
Michael Bistekos 2009

Michael Georg Bistekos (* 15. November 1960 in Wien) ist ein österreichischer Software-Ergonomie-Experte, Innovator und Erfinder. Er gilt seit 1987 weltweit als erster Usability-Experte für Software, der diese Entwickler-Dienstleistung anbot, und setzte einige Usability-Standards für Anwendersoftware.

## Leben
Michael Bistekos ist der Sohn der Österreicherin Pauline Bistekos (geb. Leser) und des griechischen Unternehmers Georg Bistekos. Er wuchs in Wien auf, wo er die Grundschule besuchte und sich zum Ingenieur für Elektrotechnik ausbilden ließ. Er lebt in Wien. Von 1990 bis 1993 war er nebenbei freier Redakteur und Sprecher bei Radio CD International mit dem Schwerpunkt auf technische Beiträge.
Durch seine Tätigkeit in einem Computerperipherie-Unternehmen hatte er Zugang zu Großrechnern und schließlich zu den ersten Personal Computern von Apple und später IBM. Er begann 1982, Gebrauchsanleitungen für Peripheriegeräte und Software leicht verständlich zu schreiben und zu übersetzen. Sehr bald erkannte er, dass Gebrauchsanleitungen bei Softwareapplikationen weitestgehend unnötig sind, wenn diese selbst leicht verständlich aufgebaut werden.
1987 schließlich definierte er erstmals den Begriff „Software-Ergonomie“ im Deutschen und definierte das Tätigkeitsbild eines „Software-Ergonomen“, wie er sich selbst anfangs nannte. Er bot diese Dienstleistung zunächst nur deutschsprachigen Softwarehäusern an. 1996 stellte er sein, bis dahin immer noch einziges Unternehmen dieser Art, unter dem damaligen Namen „Bistekos’ Ergonomie-Labor für Software“ erstmals auf der Computer- und Software-Messe SYSTEMS in München dem Fachpublikum vor. 1997 wurde das Unternehmen erstmals auf der CeBIT in Hannover ausgestellt.
Er unterrichtet auch WEB-Usability an diversen Seminar- und Softwarehäusern und veranstaltet Workshops zu Usability allgemein.

## Auszeichnungen
Auf der IFABO Wien erhielt er 1996 den 1. Preis für Usability für das „Telebanking MBS“ der österreichischen SPARDAT, heute s IT Solutions.

## Innovationen
Zu seinen bekanntesten Innovationen im Bereich der Software-Ergonomie gehören die „Talking Dropdown Lists“, die „Tab Dialogs“, das „Progressive Tab System“, die „Assoziatoren oder Talking Controls“ und die „Ich will…“-Syntax. Unter seinem eigenen Namen wurden die Erfindungen „Grafischer Programmierer“, der „Lautlose Ventilator“ und eine „Lagerschmierung für Nassläuferpumpen“ patentiert.